# Mario Sereni
Pour les articles homonymes, voir Sereni.
Mario Sereni (né le 25 mars 1928 à Pérouse, et mort dans sa ville natale le 24 juillet 2015) est un baryton italien.

## Biographie
Mario Sereni étudie d'abord à l'Académie Sainte-Cécile de Rome, puis à l'Académie musicale Chigiana de Sienne, et enfin en privé avec Mario Basiola. Il débute à Florence en 1953, dans Il diavolo nel campanile de Lualdi. Il chante alors dans différents théâtres d'Italie (Rome, Vérone, Palerme, etc.), ainsi qu'au Teatro Colon de Buenos Aires en 1957.
Il débute au Metropolitan Opera de New York, le 9 novembre 1957, dans le rôle de Gérard dans Andrea Chénier. Il jouira d'une longue et illustre carrière sur cette scène et y chantera jusqu'en 1984, dans 26 rôles différents, dont Belcore, Germont, Amonasro, Marcello, Sharpless, etc. Il parait également à Chicago, Dallas, Houston, Nouvelle-Orléans.
Il est invité au Royal Opera House de Londres, à La Scala de Milan en 1963, à l'Opéra de Vienne en 1965. 
Il chante Germont dans deux fameuses représentations de La traviata, la première à Lisbonne en 1958, aux côtés de Maria Callas et Alfredo Kraus, la seconde à La Scala en 1964, avec Anna Moffo et Renato Cioni, sous la direction de Herbert Von Karajan. Il enregistre aussi le rôle en studio, avec Victoria de los Angeles et Carlo Del Monte (EMI, 1959). 
Bien qu'il n'ait jamais connu la notoriété de ses contemporains,  Ettore Bastianini, Rolando Panerai, Piero Cappuccilli, ses nombreux enregistrements démontrent un chanteur possédant une belle voix chaude et un musicien et styliste fort distingué.

## Discographie sélective
- 1958 - La traviata, avec Maria Callas, Alfredo Kraus - Chœur et orchestre du Théâtre National de São Carlos, Lisbonne, dir. Franco Ghione (en) (Warner)
- 1961 - Il trovatore, avec  Leontyne Price, Franco Corelli, Irene Dalis - Chœur et orchestre du Metropolitan Opera de New York, dir. Fausto Cleva (Myto)
- 1962 - La Bohème, avec Mirella Freni, Nicolai Gedda, Mariella Adani (it) - Chœur et orchestre de l'Opéra de Rome, dir. Thomas Schippers (EMI)
- 1963 - Andrea Chénier, avec Franco Corelli, Antonietta Stella - Chœur et Orchestre de l'Opéra de Rome, dir. Gabriele Santini (EMI)
- 1963 - Aida, avec Leontyne Price, Carlo Bergonzi, Rita Gorr, Cesare Siepi - Chœur et orchestre du Metropolitan Opera de New York, dir. Georg Solti
- 1965 - Lucia di Lammermoor, avec Anna Moffo, Carlo Bergonzi, Ezio Flagello - RCA Italiana Opera Chorus and Orchestra, dir. Georges Prêtre (RCA)
- 1967 - Ernani, avec Leontyne Price, Carlo Bergonzi, Ezio Flagello - RCA Italiana Opera Chorus and Orchestra, dir. Thomas Schippers (RCA)